# Emílio Biel

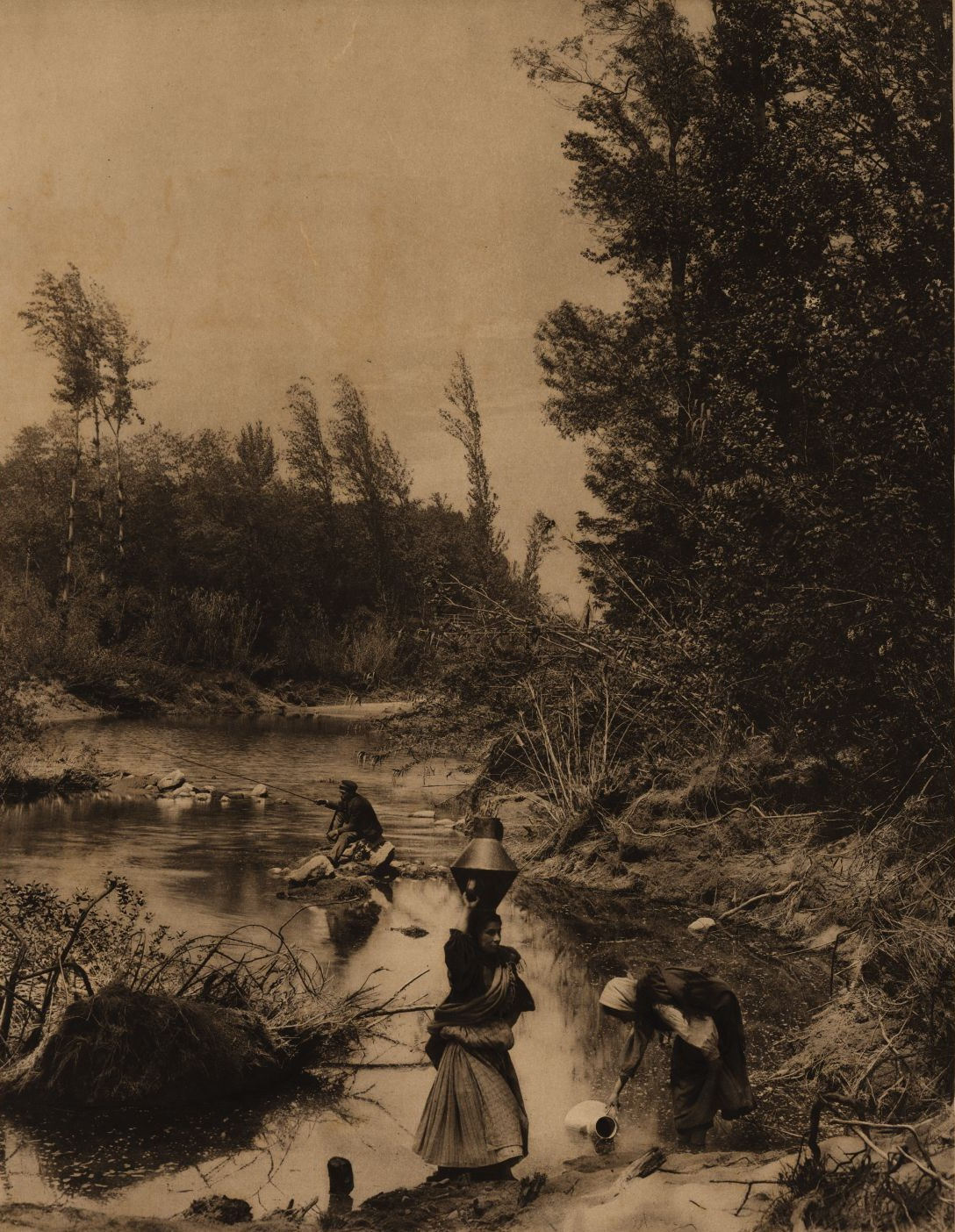
Paisagem no choupal, Coimbra (1903)

Karl Emil Biel, conhecido como Emílio Biel (Annaberg, Saxónia, 18 de Setembro de 1838 – Porto, 14 de Setembro de 1915), foi um negociante, editor e fotógrafo alemão, considerado um dos pioneiros da fotografia e da fototipia em Portugal. Emílio Biel também é conhecido por ser o trisavô do atual presidente da câmara municipal do Porto, Rui Moreira.

## Biografia
Depois de uma curta passagem por Lisboa estabeleceu-se no Porto em 1860, com apenas 22 anos, onde se dedicou ao comércio, à indústria, à fotografia e à edição, sendo considerado um dos introdutores em Portugal da fototipia, um processo de impressão foto-mecânico que permite imprimir muitas provas a partir da mesma matriz e com a aparência de fotografias reais. Possuía a representação em Portugal de firmas como Coats & Clark, Benz, Schuckert & Co. (empresa de maquinaria eléctrica de Nuremberga), entre outras.
Entre 1862 e 1864 teve uma fábrica de botões na Rua da Alegria. Em 1874 comprou a Casa Fritz (mais tarde conhecida por Casa Biel) na Rua do Almada, casa comercial dedicada à fotografia, iniciando, assim, a sua carreira no mundo da fotografia. Mais tarde, a "E. Biel & Cia" passou para o Palácio do Conde do Bolhão, no n.º 342 da Rua Formosa.
Como editor, publicou em 1880, no terceiro centenário da morte de Camões, uma edição luxuosa de Os Lusíadas impressa em Leipzig, na Alemanha, considerada uma raridade nos dias de hoje. Publicou também importantes obras profusamente ilustradas com fotografias, como O Douro: principaes quintas, navegação, culturas, paisagens e costumes (Porto: Emilio Biel & Cª, 1911), de Manuel Monteiro.
Em resultado da sua longa colaboração com o historiador e crítico de arte Joaquim de Vasconcelos, Emílio Biel editou, no Porto, em sociedade com o grande fotógrafo José Augusto da Cunha Moraes e o fotógrafo Fernando Brütt, uma obra de oito volumes, publicada em fascículos, intitulada A Arte e a Natureza em Portugal (Porto, Emílio Biel & Cª Editores, 1902-1908), que contou com a colaboração de numeroso grupo de escritores e eruditos, como Joaquim Vasconcelos, Carolina Michaëlis de Vasconcelos, Manuel Monteiro, Augusto Fuschini, Visconde de Vilarinho de São Romão (3.º), Júlio de Castilho, Ramalho Ortigão, Luís de Magalhães, Brito Rebelo, Gabriel Pereira, Luís Figueiredo da Guerra, etc.  
A par do trabalho de estúdio da Casa Biel, dedicou-se também à fotografia paisagística e de grandes obras de engenharia. Em 1885 iniciou o levantamento documental e fotográfico da construção do caminho-de-ferro em Portugal assim como do Porto de Leixões em Matosinhos entre 1884 e 1892. 
Era photographo da Caza Real, na época do rei D. Fernando de Saxe-Coburgo-Gota, também de nacionalidade alemã.
Foi colaborador fotográfico na revista Illustração Portugueza (1884-1890), no semanário Branco e Negro (1896-1898) e ainda na revista Tiro e Sport  (1904-1913).
Personalidade multifacetada e um apaixonado por todas as inovações tecnológicas que na época despontavam, foram várias as actividades em que se destacou: instalou a luz eléctrica em Vila Real, foi administrador da Empresa das Águas do Gerês, conduziu o primeiro eléctrico que fez a carreira da Praça da Batalha, no Porto, às Devesas (inaugurada a 28 de Outubro de 1905), introduziu a primeira instalação de luz eléctrica no Porto e o primeiro telefone. A par deste interesse pela inovação tecnológica, Biel também se dedicou à horticultura, à floricultura, bem como à colecção de borboletas, que se encontra hoje no Museu de Zoologia da Universidade do Porto e é considerada uma das maiores do mundo.
Com a entrada de Portugal na Primeira Guerra Mundial, em 1916, a colónia alemã foi forçada a abandonar o país em cinco dias e os seus bens foram confiscados. A casa E. Biel & C.ª foi também alvo de confisco e os seus bens posteriormente vendidos em hasta pública. Tendo falecido a 14 de Setembro de 1915, Emílio Biel foi pessoalmente poupado a este desastre, que viria todavia a originar a perda irremediável de grande parte do seu espólio fotográfico (milhares de chapas de vidro, fototipias e documentos em papel) e a dispersão do restante por diversos coleccionadores e arquivos.
Uma parte do espólio da Emílio Biel & Cª, na posse do Arquivo Histórico Municipal do Porto, é rica de imagens de alta qualidade técnica, estética e documental. 

## ligações externas
- Emílio Biel e Companhia. 1880?-1925, GISA, Arquivo Municipal do Porto
- Obras de Emílio Biel na Biblioteca Nacional de Portugal